# Runaway (série de jeux vidéo)

Logo de Runaway: A Road Adventure, le premier opus.

Logo de Runaway 2: The Dream of the Turtle, le second opus.

Logo de Runaway 3: A Twist of Fate, le dernier opus.

Pour les articles homonymes, voir Runaway.
Runaway est une trilogie de jeux vidéo d'aventure développée par le studio espagnol Pendulo Studios et éditée en France par Focus Home Interactive. Les trois jeux de cette série sont sortis de 2003 à 2009. Originellement développés pour PC, des adaptations sur Nintendo DS et Wii ont été réalisées pour le second épisode, ainsi qu'une adaptation sur Nintendo DS pour le troisième.

## Système de jeu
Les jeux vidéo Runaway sont des jeux d’aventure en pointer-et-cliquer.

## Les aventures
- 2003 : Runaway: A Road Adventure
- 2006 : Runaway 2: The Dream of the Turtle
- 2009 : Runaway: A Twist of Fate

En 2007, une « édition spéciale » a été éditée en France par Focus, contenant à la fois Runaway et Runaway 2, ainsi qu'un making of de la série et un artbook de 32 pages contenant des images de Runaway 3, encore en développement. Le prix initial du pack en France était de 39,99 €.
Le 26 novembre 2009, le même jour que la sortie de Runaway: A Twist of Fate, est sorti un pack « Trilogie » contenant l'ensemble des trois aventures. Le prix initial du pack en France était de 59,99 €.

## Personnages récurrents
Brian Basco
Brian Basco est le personnage principal des trois aventures. Il est le seul personnage contrôlable par le joueur au cours des deux premiers opus, et est contrôlé en alternance avec Gina dans Runaway: A Twist of Fate.
Au début de Runaway: A Road Adventure, c'est un brillant étudiant admis a l'université de Berkeley. Sur le chemin, il renverse une fille : Gina Timmins et l'emmène à l’hôpital. Elle lui explique qu'elle est poursuivie par des membres du clan Sandretti (mafia). Il s'enfuit donc avec elle et se retrouve dans une aventure à travers le pays poursuivie par les frères Sandretti d'où le nom du jeu A Road Adventure (« Une Aventure de route »).
Dans Runaway 2: The Dream of the Turtle, il est en vacances avec Gina dans les îles Hawaï et lors d'un voyage vers Mala Island, leur avion est en perdition et Brian est contraint de pousser Gina au-dessus du lac avec le seul parachute disponible. Lui, réussira à poser l'avion et essaiera de retrouver sa copine retenue par des militaires contrôlant l'île.
Dans Runaway: A Twist of Fate, il est accusé du meurtre du colonel Kordsmeier (un des militaires de Runaway 2). Il est envoyé alors à l'asile Happy Dale où il tentera de s'échapper et se fera passer pour mort. Le jeu commence par l'enterrement de Brian.
Gina Timmins
Gina Timmins est une jeune femme au passé trouble. Brian la rencontre dans le premier opus, alors qu'elle est poursuivie par un groupe de mafieux. Il apprendra plus tard qu'elle était strip-teaseuse. C'est seulement dans le dernier opus de la série que le joueur peut contrôler Gina, en plus de Brian.